# Pal·ladianisme

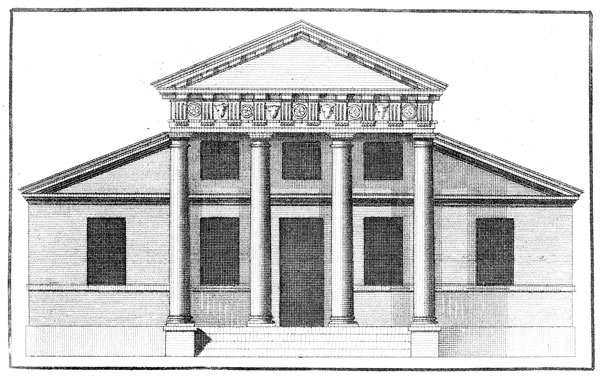
Projecte de vil·la amb pòrtic superposat, del llibre IV de I Quattro Libri dell'Architettura d'Andrea Palladio, en una edició publicada a Londres el 1736.

El pal·ladianisme o arquitectura pal·ladiana és un estil arquitectònic originalment creat per l'arquitecte italià Andrea Palladio (1508-1580). Encara que el terme pal·ladià es refereix a l'obra d'aquest autor i a totes aquelles inspirades per ell, el que es coneix com a pal·ladianisme és una evolució dels mateixos conceptes originals de Palladio.
El desenvolupament del pal·ladianisme com a estil autònom va començar al segle xvi i va continuar fins a finals del segle xviii, on va influir notablement en l'arquitectura neoclàssica, pel seu ampli gust pel clàssic. Aquest estil es va estendre des del Vèneto cap a tot Europa i altres parts del món. Al Regne Unit, el pal·ladianisme va arribar a ser molt popular a mitjan segle xvii a causa de l'obra de Christopher Wren. En les construccions d'estil clàssic va succeir al Barroc, com una renovació de les formes de l'antiguitat.
Al començament del segle xviii va seguir de moda, no només a l'àmbit britànic, sinó a la majoria dels països del Nord d'Europa. Més tard, quan l'estil va començar a declinar a Europa, va sorgir amb força a Amèrica del Nord, amb excel·lents exemples en els edificis dissenyats per Thomas Jefferson.

## Arquitectura d'Andrea Palladio
Per comprendre el desenvolupament del pal·ladianisme és necessari, a priori, analitzar l'obra de Palladio i els seus fonaments constructius.

### Característiques principals

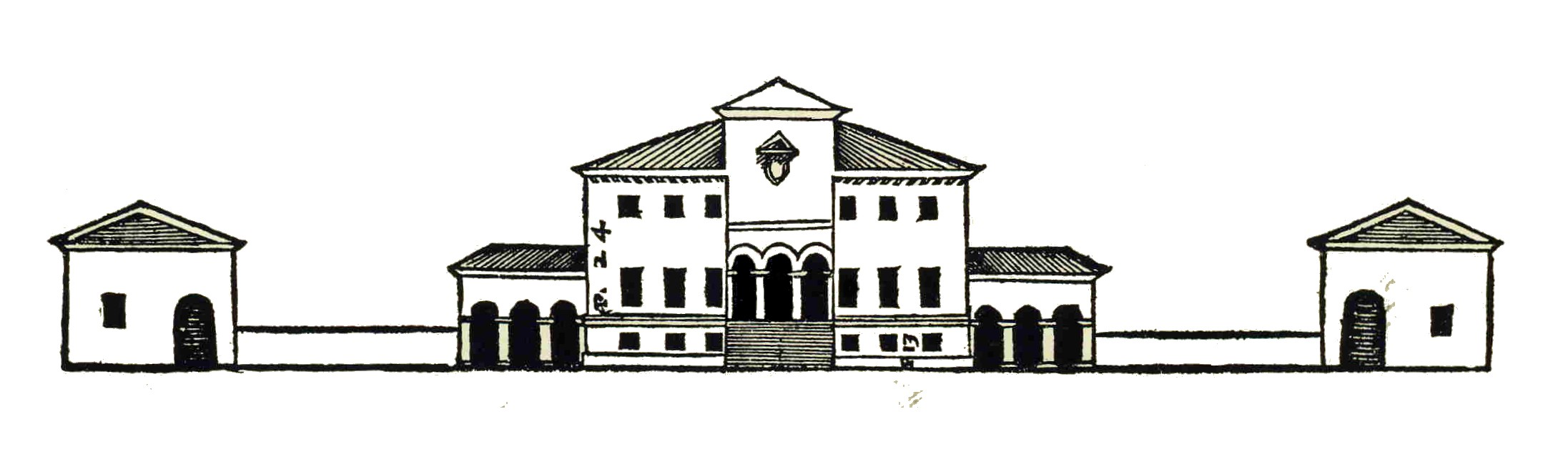
Pal·ladianisme de Villa Godi: projecte del propi Palladio, inclòs als Quattro Libri dell'Architettura. Les ales en què s'estén la construcció són edificis amb finalitat agrícola, i estan separats de l'habitatge principal.

L'obra d'Andrea Palladio es troba tota a la regió septentrional italiana del Vèneto. Destaquen les vil·les pal·ladianes de Vicenza (Villa Capra i Villa Badoer) i l'església del Santissimo Redentore, a Venècia. Tant als tractats que va escriure Palladio, com als edificis que va dissenyar, va seguir els principis definits per l'arquitecte romà Marc Vitruvi i desenvolupats per Leon Battista Alberti al segle xv. A més, estaven influïts pel vessant més clàssic de l'arquitectura romana, la qual es basava més en les proporcions matemàtiques que en la riquesa ornamental, que també caracteritzava l'arquitectura renaixentista del segle xvi. Palladio va combinar lliurement molts dels elements del llenguatge clàssic, d'acord amb les exigències de l'emplaçament o de les necessitats funcionals de cada edifici i, en aquest sentit, se'l pot considerar un arquitecte manierista. Al mateix temps, va seguir en la línia renaixentista de cercar les proporcions harmòniques, i les seves façanes es caracteritzen per una excepcional elegància basada en la senzillesa —quasi austera— i la serenitat compositiva.

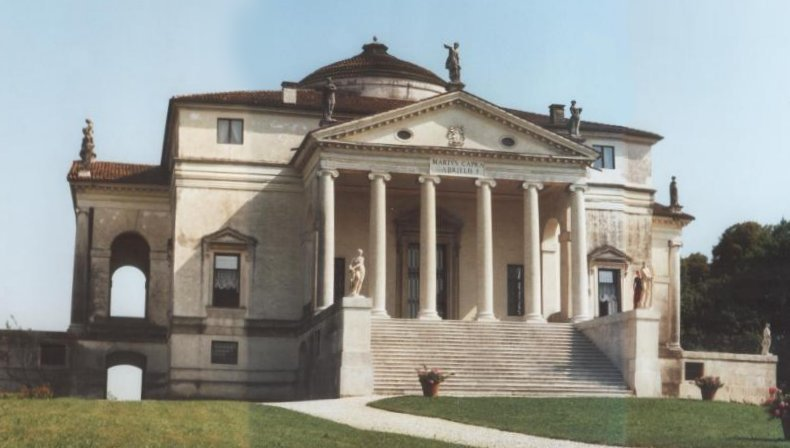
Una de les quatre façanes de Villa Capra.

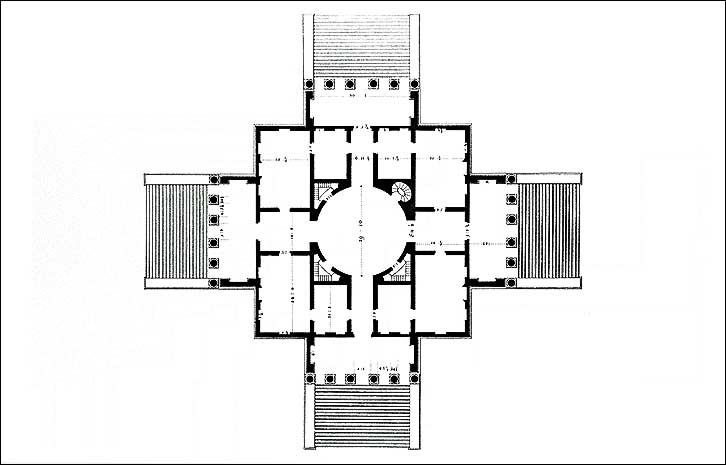
Planta cruciforme de la Villa Capra, amb un pòrtic en cadascuna de les seves façanes.

Palladio sempre ideava les seves vil·les en relació amb el lloc on s'ubicaven. Si es trobava en un turó, com en el cas de la Villa Capra, totes les façanes eren dissenyades de tal manera que els seus habitants tinguessin bones vistes des de qualsevol angle de la casa. També, en alguns casos, l'ús multiplicat del pòrtic a cadascuna de les seves façanes tenia la finalitat de protegir del sol a les persones que volguessin gaudir del paisatge, igual que els porxos de les entrades de moltes cases actuals. Palladio, a vegades, feia servir la tipologia de loggia oberta en substitució del pòrtic. La lògia pal·ladiana es pot descriure com un pòrtic buit o estança autònoma, rematada amb frontons, on els murs oberts deixen veure la resta d'elements. En alguns casos, situava una altra tribuna en un segon pis, sobre la lògia d'entrada, creant així el que es coneix com una doble lògia. Les lògies o tribunes a les façanes, donaven significació a les mateixes i en determinades ocasions tenien el suport d'un entaulament inferior. A la Vila Godi (a la il·lustració, a l'esquerra) la lògia és utilitzada a l'edifici central, a la planta noble, en comptes de fer-ho en el pòrtic, que a més es troba acabat per dues arcades simètriques a cada costat.
A les seves vil·les, com a model, Palladio solia utilitzar l'elevació dels temples romans. La influència d'aquest tipus d'edifici clàssic no es reduïa únicament a això, car també prenia d'ells la manera cruciforme, que posteriorment seria coneguda com a marca característica de la seva obra. Les vil·les pal·ladianes eren generalment construïdes amb tres pisos: 
- un basament rústic, que contenia les estances del servei i habitacions menors;
- la planta noble, damunt de l'anterior, a la qual s'arribava a través del pòrtic, mitjançant graons exteriors amb els quals s'accedia al rebedor i habitacions principals;
- una entreplanta, damunt de l'anterior, amb estances secundàries i la resta d'allotjaments.

Les dimensions de les habitacions s'establien per mitjà de simples ràtios matemàtiques com 3:4 o 4:5, i aquestes estances s'interrelacionen amb el conjunt de la vil·la, també a través d'aquestes ràtios. Amb anterioritat, altres arquitectes havien fet servir aquestes fórmules matemàtiques per dotar d'equilibri al conjunt i aconseguir la simetria de les façanes, però als seus dissenys Palladio les empra per relacionar tot l'edifici i evitar estridències o manca d'harmonia a les vil·les, que generalment eren quadrades. Les proporcions no només són un mitjà per resoldre un problema arquitectònic, sinó un sistema organitzat per la disposició de les habitacions privades.
Palladio creia profundament en la doble finalitat de les vil·les: com a explotació agropecuària i com a recés palatí dels rics burgesos o aristòcrates. Aquests habitatges simètrics i amb aspecte de temple, també contenien el necessari per a les tasques del camp. Estances de treball com graners, estables o magatzems d'estris agrícoles se separaven de l'habitatge central mitjançant ales també concebudes simètricament. Aquestes ales, a vegades, diferents de l'habitatge i connectades amb les colònies de treballadors, eren dissenyades no només funcionalment sinó també com a complement de la vil·la i millora del conjunt. D'altra banda, Palladio no tenia intencions d'integrar aquesta zona de treball amb l'habitatge principal, més enllà de l'interès purament estètic. Així, en general, els seus seguidors van alterar aquest concepte original de la relació entre l'edificació principal i les dependències annexes.

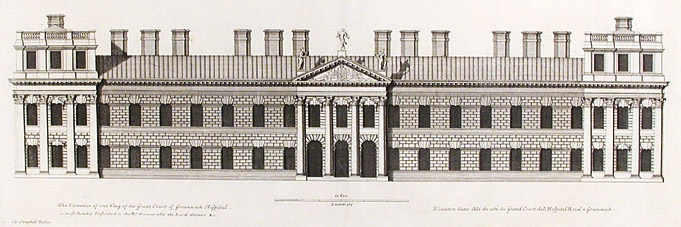
Hospital de Greenwich, exemple d'adapatació dels tractats de Palladio.

### Tractats de Palladio
És indubtable que l'estudi dels edificis de Palladio va ser un aspecte fonamental en la posterior evolució del pal·ladianisme. Tanmateix, els textos escrits pel mestre italià van suposar el mecanisme més ràpid per la difusió de les seves teories a la resta d'Europa i Amèrica del Nord. Amb la traducció d'aquests tractats els arquitectes pal·ladians que no van viatjar a Itàlia van disposar de la millor reinterpretació dels originals.
Les dues obres fonamentals d'Andrea Palladio són: 
- Le Antichità di Roma, Venècia (1554): obra que recull la imatge urbana de l'antiga Roma.
- I Quattro Libri dell'Architettura (1570): va tenir gran èxit i va ser difós a través de nombroses reimpressions i traduccions als segles xvii i XVIII. L'obra està estructurada de la següent forma:
  - Llibre I: teoria dels materials; construcció d'una casa des dels fonaments fins al sostre; instruccions generals per la construcció pública i privada; teoria dels cinc ordres arquitectònics.
  - Llibre II: la casa privada a la ciutat i al camp (vil·la).
  - Llibre III: carrers, ponts, places, basíliques.
  - Llibre IV: els temples de l'antiguitat a Roma, a Itàlia i a la resta d'Europa.

### Les finestres pal·ladianes

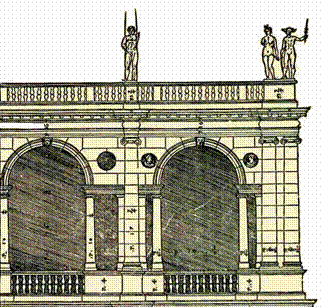
Finestres serlianes: Arcada del Palazzo della Ragione (Vicenza). Il·lustració de I Quattri Libri dell'Architettura.

Les finestres pal·ladianes, serlianes o venecianes van destacar a la primera època de l'obra de Palladio. Tanmateix, anomenar així aquest tipus de finestrals és incorrecte. La seva primera referència prové de Sebastiano Serlio (1475-1554), i es pot trobar al seu tractat d'arquitectura en set volums, Tutte l'opere d'architettura et prospetiva, en els quals exposa els ideals de Vitruvi i de l'arquitectura romana, pensant en la seva aplicabilitat. L'ús que aconsella Serlio és la galeria de grans arcades flanquejades per obertures rectangulars menors, estructura que apareix per primera vegada als arcs del triomf romans.
La finestra serliana és tripartida en sentit vertical. La part central està rematada mitjançant un arc de mig punt que es recolza en l'arquitrau i aquests, al seu torn, en les columnes. Palladio va utilitzar aquesta idea en nombroses ocasions, entre les quals destaca notablement el conjunt d'arcuacions de la Basílica o Palazzo della Ragione, a Vicenza (vegeu la il·lustració de la dreta). També va concebre façanes amb tribunes arcades a la Villa Godia i Villa Forni-Ceratitida. Al Vèneto, la popularitat en l'ús d'aquest tipus de finestrals és el que li va concedir el nom alternatiu de finestres venecianes, encara que en justícia haurien d'anomenar-se finestres serlianes. Tanmateix, aquesta forma de finestrals és probablement un dels punts de referència més característics de l'obra de Palladio, i un dels motius més recreats en l'evolució del pal·ladianisme durant els segles posteriors.

## Difusió del pal·ladianisme
La influència de Palladio en l'arquitectura occidental ha estat enorme i, de manera particular, ha tingut una gran influència dins la tradició arquitectònica anglosaxona. Com a conseqüència, es poden veure força dissenys derivats de Palladio tant a l'arquitectura colonial nord-americana com a l'anglesa, i en territoris tan extensos com l'Índia, la Xina o Austràlia.
El 1570, Palladio va publicar el seu tractat I Quattro Libri dell'Architettura, compendi dels seus ideals arquitectònics i que van inspirar arquitectes de tot Europa. Durant el segle xvi, molts d'ells van estudiar a Itàlia i van analitzar in situ l'obra de Palladio. Aquesta influència es va percebre quan van retornar als seus països d'origen i van adaptar aquest estil d'acord amb les diferents circumstàncies climatològiques, topogràfiques i, també, d'acord amb els gustos dels clients. Així es va anar estenent l'ideal pal·ladià per tota la geografia europea, assolint el zenit de la seva popularitat durant el segle xviii, primer a Anglaterra i Irlanda i, posteriorment, als Estats Units. També va servir de precedent al neoclassicisme de finals del segle xviii i principis del segle xix.

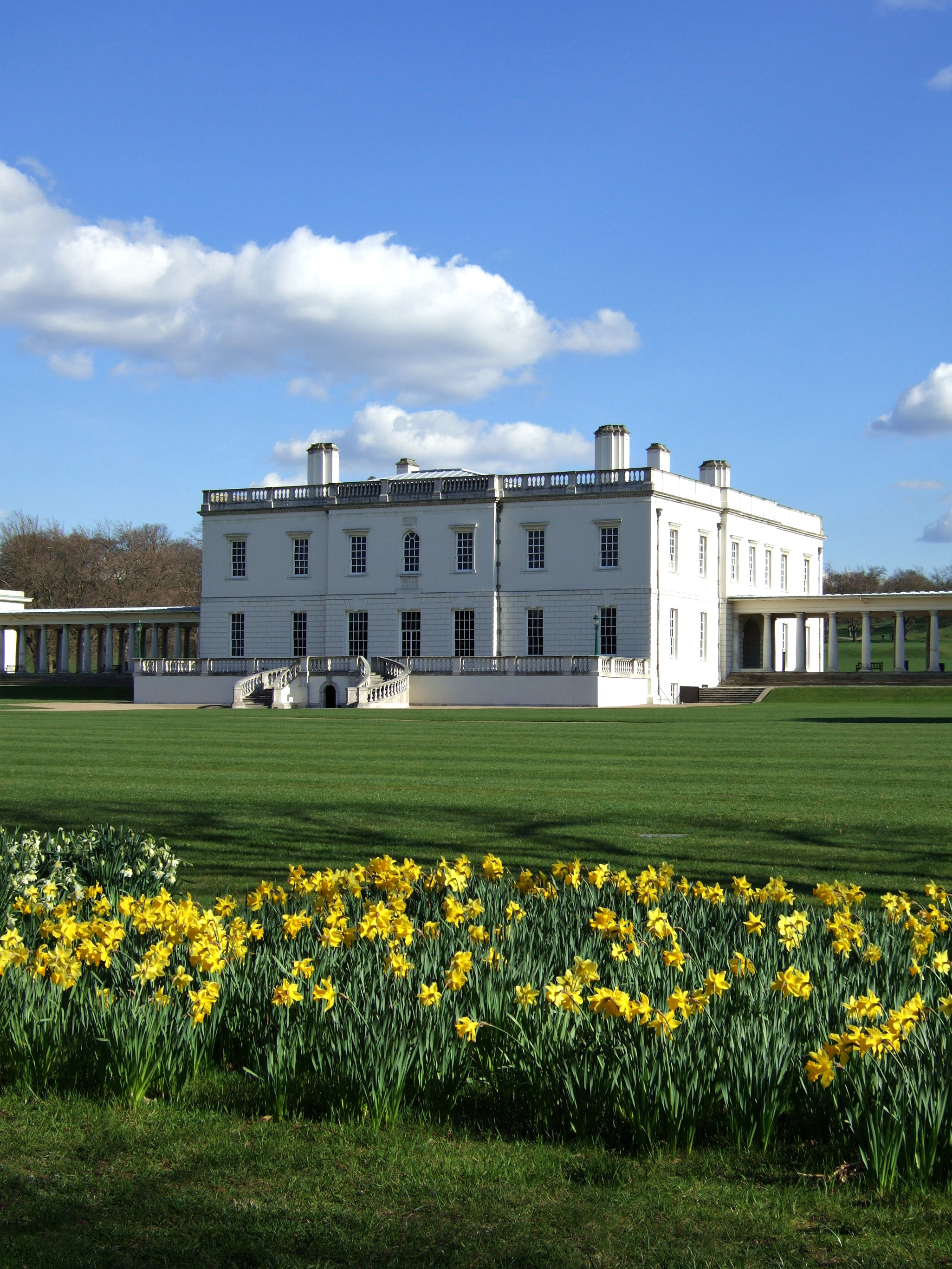
Pal·ladianisme anglès: Inigo Jones va projectar la Queen's House, Greenwich, que es va construir el 1616 com la primera casa pal·ladiana a Anglaterra.

### Pal·ladianisme anglès
Un d'aquests estudiants va ser l'arquitecte anglès Inigo Jones, el qual va ser directament responsable de la importació de la influència pal·ladiana a Anglaterra. El pal·ladianisme de Jones i els seus contemporanis, així com el dels seus seguidors, és un estil que buscava fonamentalment l'estètica de la façana, per la qual cosa les fórmules matemàtiques de distribució d'habitacions no van ser mai aplicades d'una manera estricta. A Anglaterra, entre els anys 1640 i 1680, es van construir nombroses cases de camp com, per exemple, la Wilton House.
Les primeres obres d'Inigo Jones, que van tenir molt d'èxit, van marcar l'estil de totes aquestes construccions posteriors; aquestes van ser el palau anomenat Queen's House, a Greenwich, i la Casa del Banquet del Palau de Whitehall, palau reial sense finalitzar, a Londres, que va ser encarregat pel rei Carles I d'Anglaterra. Els dissenys de pal·ladianisme realitzats per Jones, que va arribar a ser «Aparellador Reial», van ser tan estretament associats a la cort de Carles I, que la seva influència no va sobreviure a la confusió produïda per la Guerra Civil Anglesa. La consegüent restauració dels Estuard, en un intent de desvincular-se de la monarquia anterior, eclipsà el pal·ladianisme de Jones amb el desenvolupament de l'arquitectura barroca per part d'arquitectes com William Talman, Sir John Vanbrugh, Nicholas Hawksmoor i, fins i tot, John Webb, el deixeble de Jones.

### Neopal·ladianisme anglès
L'estil barroc, tan popular al continent europeu, mai no va tenir una veritable implantació a les illes britàniques. Quan al primer quart del segle xviii es van publicar a Gran Bretanya quatre llibres que destacaven la simplicitat i la puresa de l'arquitectura clàssica, el barroc va ser ràpidament suplantat. Aquests llibres varen ser: 
- Vitruvius Britannicus publicat per Colen Campbell, el 1715, amb diversos volums suplementaris que van anar apareixent al llarg del segle.
- La traducció anglesa de I Quattro Libri dell'Architettura d'Andrea Palladio (Palladio's Four Books of Architecture) publicat per Giacomo Leoni, el 1715.
- La traducció anglesa de De re aedificatoria, de Leon Battista Alberti, publicat per Giacomo Leoni, el 1726.
- The Designs of Inigo Jones... with Some Additional Designs, publicat per William Kent el 1727, en 2 volums. L'any 1744, l'arquitecte John Vardy, company de Kentun, va publicar un volum més, Some Designs of Mr. Inigo Jones and Mr. William Kent.

El més famós d'aquests llibres va ser el Vitruvius Britannicus, que eren quatre volums publicats per Colen Campbell. Campbell era arquitecte i editor. El tractat bàsicament és un llibre de projectes, que contenia gravats dels edificis britànics més importants que havien estat inspirats pels grans arquitectes, des de Vitruvi a Palladio. 

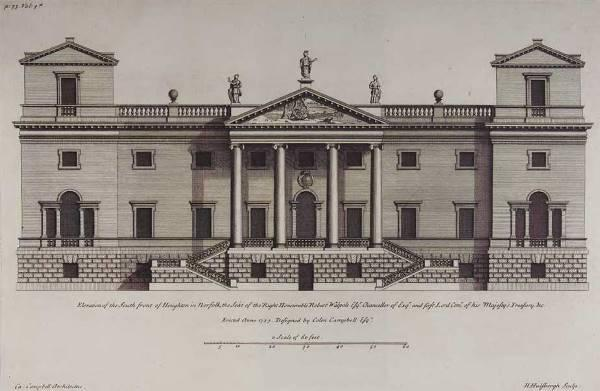
Neopalladianismo: Houghton Hall, la façana va ser dissenyada per Colen Campbell i completada el 1722. Les torres laterals del projecte original foren substituïdes per cúpules finalment.

 Els primers són principalment d'Inigo Jones, però després recull creacions originals de dibuixos i projectes del mateix Campbell i altres arquitectes del segle xviii.
Aquests quatre tractats van contribuir molt especialment al renaixement de l'arquitectura pal·ladiana anglesa, que arribà a ser l'estil predominant del país durant el segle xviii. Els seus tres autors van aconseguir ser molt coneguts i sol·licitats. Colen Campbell, per exemple, gràcies al Vitruvius Britannicus va ser elegit com a arquitecte del banquer Henry Hoare i li va construir la Stourhead House, una obra mestra inspirada directament en la Villa Emo de Palladio i que, al seu torn, va inspirar a dotzenes de cases similars per tota Anglaterra.
A l'avantguarda d'aquesta nova escola de disseny tenim l'arquitecte-aristòcrata Richard Boyle, el qual concebia el Barroc com un símbol de l'absolutisme estranger. El 1729, Burlington, conjuntament amb William Kent, van dissenyar Chiswick House. Aquesta casa és una reinterpretació de la Villa Capra, purificada dels elements i ornaments del segle xvi. La severitat en l'ornamentació va ser l'element més destacat del neopal·ladianisme anglès.

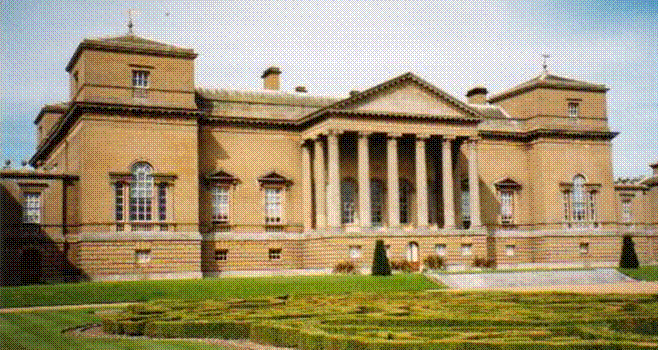
Neopal·ladianisme: Holkham Hall, façana amb pòrtic i frontó a Norfolk.

El 1734, William Kent i Lord Burlington van crear un dels millors exemples de les cases neopal·ladianes: Holkham Hall, a Norfolk. El bloc principal segueix escrupolosament els dictats de Palladio, però les ales exteriors agrícoles, normalment desaparegudes al pal·ladianisme, en aquest cas destacaven de manera significativa. Kent va unir aquestes ales al projecte, desterrant el seu ús agropecuari i tractant-les amb la mateixa importància que l'habitatge principal. L'ús va anar estenent-se a altres construccions i normalment aquestes ales foren adornades amb pòrtics, timpà i entaulament, com es pot observar a Kedleston Hall, construcció molt posterior, que converteix les ales en petites cases adossades. Aquesta evolució de les ales auxiliars, que passaven de ser edificacions complementàries a quedar merament superposades, va ser la causa que el pal·ladianisme anglès arribés a ser un pastitx de l'obra original de Palladio.

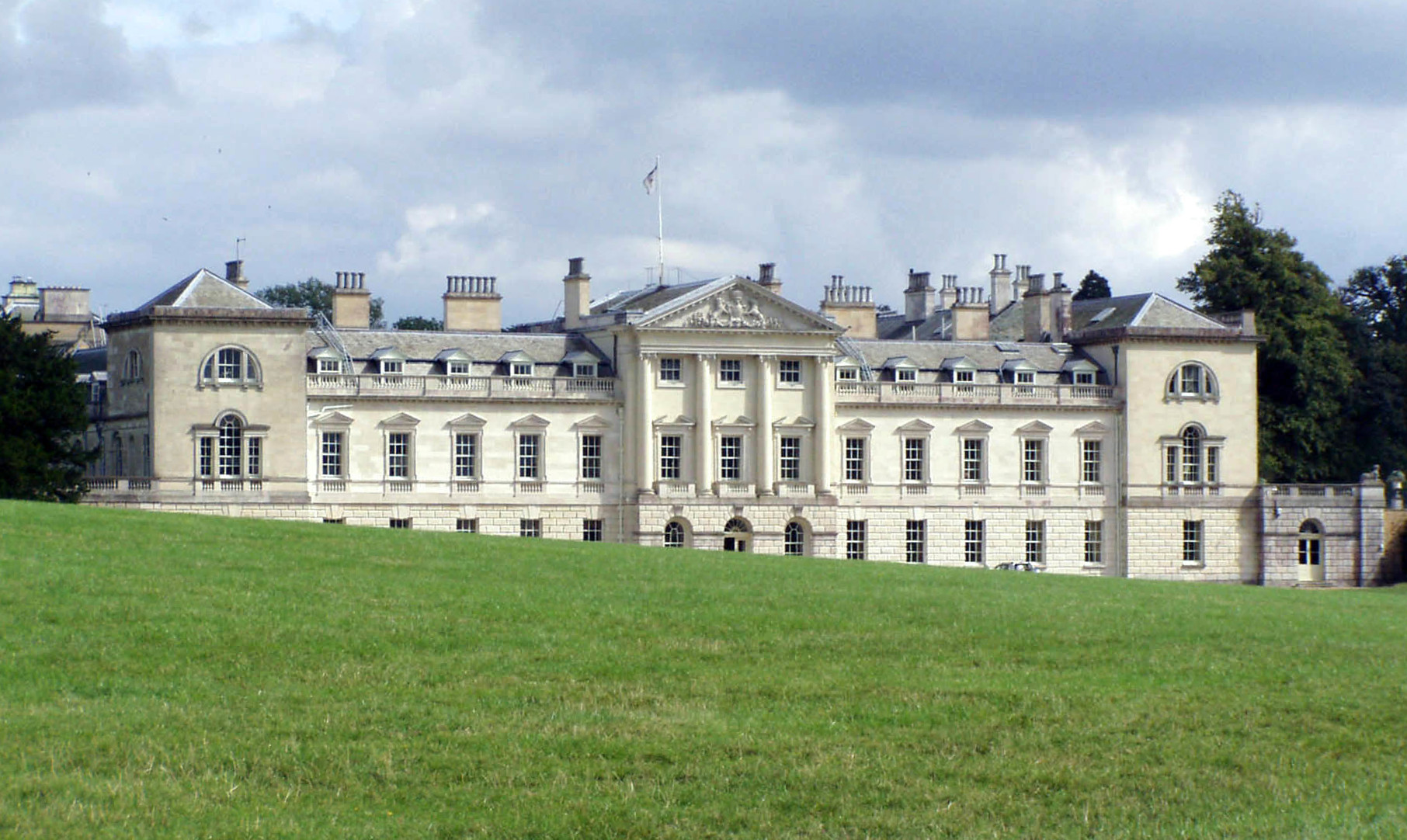
Neopal·ladianisme: Woburn Abbey, dissenyada per un deixeble de Burlington, Henry Flitcroft el 1746. L'edifici central ja no es troba exempt d'elles, les ales són elevades a la mateixa alçada que la part central, i no es fan diferències entre l'edifici principal i els secundaris que l'acompanyen. L'ús com a estables de l'època de Palladio està totalment abandonat.

L'estil va evolucionar i canviar per adaptar-se a les exigències de cada client. Quan el 1746, John Russell, IV duc de Bedford, va decidir remodelar la seva casa de Woburn Abbey, va preferir el pal·ladianisme, ja que era l'estil més de moda a l'època; va triar l'arquitecte Henry Flitcroft, deixeble de Burlington. El projecte de Flitcroft, a Woburn, ja no podria ser reconegut ni pel mateix Palladio, a causa de les modificacions substancials de la filosofia arquitectònica del mestre italià. El nucli central és petit, el pòrtic amb tres obertures està merament esbossat i, a diferència de les loggia pal·ladianes, aquest està completament tancat. Les ales laterals contenen el gruix de les habitacions, canvia el mur original que conduïa a les colònies de treballadors i a les instal·lacions agropecuàries. Els extrems, on estarien els magatzems i estables, van ser elevats amb una alçada superior a l'edifici central i, com a decoració, conté finestres pal·ladianes que evoquen la seva influència originària. Aquesta evolució de l'estil serà repetida a la tipologia de cases de camp angleses durant tot un segle. Fins i tot a la decadència del neopal·ladianisme, ja a l'època victoriana, l'arquitecte Edward Blore ho va fer servir per a la remodelació de la façana del Palau de Buckingham, el 1913. Allà se substitueix el pòrtic grecoromà per un pòrtic cec amb pilastres, que decoren el nucli central de la façana. Aquesta darrera volta de rosca de l'estil pal·ladià, dos segles després, està vagament inspirada en l'arquitectura de Palladio.
Les cases neopal·ladianes no eren els petits i exquisits refugis de descans que els arquitectes italians van concebre. No són vil·les, sinó grans mansions, simbòlics centres de poder dels Lords que governaven Gran Bretanya. A mesura que l'estil britànic evolucionava, totes les concepcions matemàtiques de proporció i distribució van ser rebutjades. Aquests edificis tenen façanes de grans proporcions i estances pensades per fer la sensació d'una mida més gran.

### Pal·ladianisme irlandès

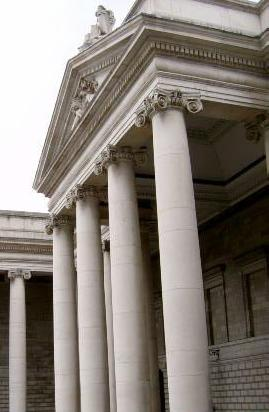
Pal·ladianisme irlandès: pòrtic d'entrada del Parlament irlandès a Dublín.

A Irlanda fins i tot les mansions més modestes es van fer en l'estil neopal·ladianista, tot i que l'arquitectura pal·ladiana diferí subtilment de la realitzada a Anglaterra. A mesura que arquitectes dels diferents països s'anaven adherint als ideals constructius de Palladio, també van anar desenvolupant una personalitat pròpia. A Irlanda, paradoxalment, es va seguir de manera més fidel l'original italià, ja que els arquitectes es basaven directament en els exemples italians en lloc de seguir el que es feia a Anglaterra. Irlanda, per la seva condició més llunyana i provincial, va fer que la moda pal·ladiana canviés més lentament que a cap altre lloc. També és evident que el pal·ladianisme degué adaptar-se al clima més humit i fred d'Irlanda.
Un dels arquitectes pioners va ser Sir Edward Lovett Pearce (1699-1733), que és considerat com el màxim referent del pal·ladianisme irlandès. Pearce, cosí de Sir John Vanbrugh i deixeble d'ell, va rebutjar l'estil barroc i, abans de tornar a Irlanda, va passar tres anys estudiant arquitectura a França i Itàlia. La seva obra cabdal va ser el primer parlament irlandès a Dublín. Pierce era un arquitecte prolífic i també va dissenyar la façana sud de Drumcondra House (1727) i el Palau de Cashel (1728).
Un altre dels exemples més notables de pal·ladianisme a Irlanda és el que trobem a Castletown House, prop de Dublín. Dissenyat per l'arquitecte italià Alessandro Galilei (1691-1737), és potser l'única casa a Irlanda construïda seguint les ràtios matemàtiques pal·ladianes, i una de les dues mansions irlandeses clarament inspiradores en el disseny de la Casa Blanca de Washington. També es pot destacar l'arquitecte Richard Cassels, d'origen alemany, que va fer dissenys pal·ladians com els de la Casa Russborough, l'Hospital Rotunda a Dublín i la Florence Court, al Comtat de Fermanagh.
A Irlanda, les cases de camp pal·ladianes solien tenir un detall molt característic, que és la decoració rococó en escaiola; gairebé sempre era obra dels Germans Lafranchini. El resultat eren uns interiors més extravagants que els dels seus contemporanis anglesos.
Gran part de Dublín va ser construït al segle xviii dins l'estil georgià. Moltes d'aquestes edificacions existeixen en l'actualitat, tot i que en condicions ruïnoses. A conseqüència de la crisi de 1922 aquestes cases buides del pal·ladianisme van ser espoliades per aconseguir el plom de les teulades, a causa del seu valor com a ferralla. Encara es poden admirar moltes cases pal·ladianes sense teulada a les zones rurals despoblades del país.

### Pal·ladianisme als Estats Units

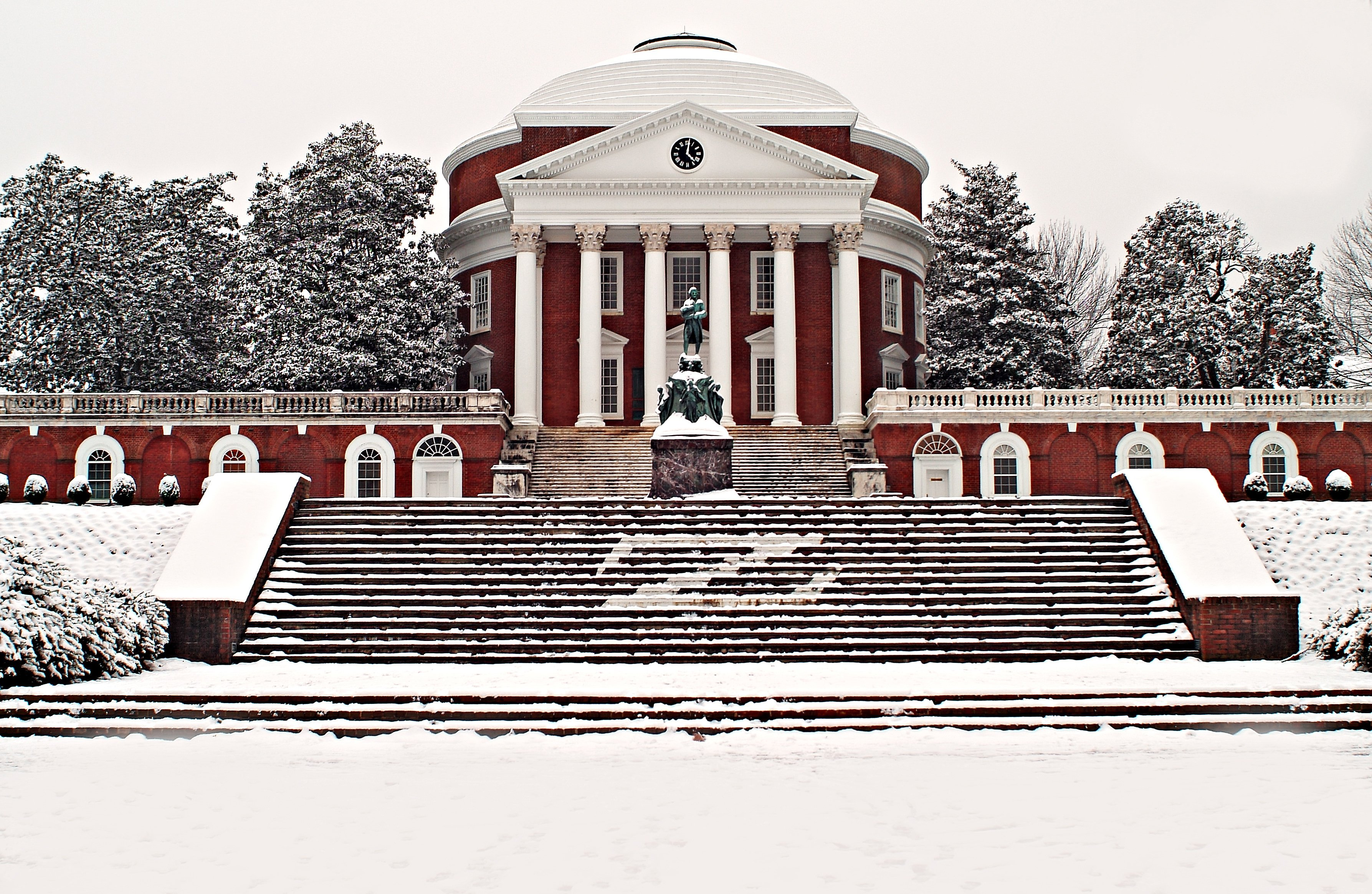
Pal·ladianisme nord-americà: La Rotonda a la Universitat de Virgínia, dissenyada a la manera pal·ladiana per Thomas Jefferson.

El president dels Estats Units i arquitecte amateur, Thomas Jefferson (1743-1826), va arribar a dir que I Quattro Libri dell'Architettura de Palladio eren com la seva Bíblia. Jefferson tenia una intensa estima als conceptes arquitectònics pal·ladians i els dissenys de la seva casa de Monticello (Virgínia) a Charlottesville (Virgínia), així com els de la Universitat de Virgínia, estaven basats directament en els dibuixos del tractat de Palladio. La filosofia de Jefferson relacionava la significació política dels seus edificis amb l'arquitectura de l'antiga Roma i així va dissenyar nombrosos edificis cívics dins l'estil del pal·ladianisme. Monticello, remodelada entre 1796 i 1808, està clarament basada en la Villa Capra de Palladio. Aquest estil, amb les seves modificacions, als Estats Units es qualifica d'estil colonial georgià, per la influència de l'herència colonial a l'arquitectura de l'època anglesa, durant els quatre primers reis anomenats «George» del Regne Unit. El Panteó o la Rotonda de la Universitat de Virgínia, dissenyat per Jefferson, és indubtablement pal·ladià en concepte i estil, i la cúpula està basada en la del Panteó de Roma.
A Virgínia i Carolina del Nord, les formes pal·ladianes van ser habituals en cases de les plantacions de Tidewater, com Stratford Hall, Westover Plantation o Drayton Hall, prop de Charleston. Aquests són exemples de l'anomenada arquitectura colonial nord-americana que va adoptar la forma pal·ladiana segons el que es pot observar en els gravats de l'època a través dels quals es transmetien els models. Això va ser de gran ajuda als constructors, paletes que no tenien gaire experiència en la construcció d'edificis de tipus europeu.
Un tret característic del pal·ladianisme nord-americà és la reaparició del gran pòrtic d'entrada, que de nou es destina a protegir l'habitatge del sol. El pòrtic, amb frontó o sense, i en diferents formes i mides, va arribar a ser crucial en el que és l'arquitectura colonial nord-americana. Als països del Nord d'Europa, a causa del clima, el pòrtic va arribar a ser merament simbòlic i normalment estava tancat, o simplement esbossat amb un disseny de pilastres. Fins i tot als darrers exemples del pal·ladianiame anglès el van adaptar com a porta de carruatges. A Amèrica, però, va recobrar la seva antiga funció i glòria.

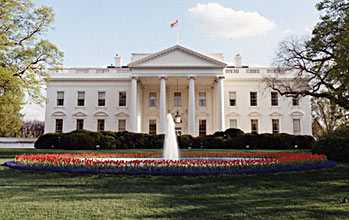
La Casa Blanca, dissenyada per James Hoban, que va estudiar el pal·ladianisme a Irlanda.

Tant Castletown com Leinster House, obra de Richard Cassel a Dublín, van inspirar l'arquitecte James Hoban en la construcció d'aquesta residència oficial de la Casa Blanca a Washington, erigida entre 1792 i 1800. Hoban, que el 1762 havia nascut a Callan, Comtat de Kilkenny, va estudiar arquitectura a Dublín, on Leinster House' (construïda c. 1747) era una de les edificacions més belles de l'època. El tipus de pal·ladianisme de la Casa Blanca és especialment interessant perquè és un exemple primerenc del neoclassicisme, especialment el disseny de la seva façana sud que imita el que, de 1790, va fer James Wyatt per al Castell Coole, també a Irlanda. Irònicament, la façana nord té un pis menys que Leinster House, mentre la façana sud s'eleva un pis més que el Castell Coole i té una escalinata més, d'estil pal·ladià. El Castell Cool és, en paraules de l'historiador Gervàs Jackson-Stops, «una culminació de les tradicions del pal·ladianisme, gairebé estrictament neoclàssic en la seva casta ornamentació i la seva noble austeritat». El mateix es pot dir de moltes de les cases del pal·ladianisme nord-americà.
Als Estats Units, les dues úniques estructures del període colonial que poden ser definitivament atribuïdes a la filosofia del tractat de Palladio són la Casa Hammond-Harwood, a Annapolis (Maryland), i el primer Monticello. La font d'inspiració de la Casa Hammond-Harwood és Villa Pisani a Montagnana, i la referència del primer Monticello és Villa Cornaro, a Piombino Dese. Drayton Hall i la Casa Miles Brewton, a Carolina del Sud, van seguir aquesta influència iniciada per les dues construccions anteriors.
Una de les adaptacions realitzades pel pal·ladianisme nord-americà és que la Piano Nobile o planta noble tendeix a ser substituïda per la planta baixa o rústica, traslladant la planta de servei al pis superior, a diferència de la tradició europea. Això negava la necessitat d'una escalinata exterior ornamentada que arribés fins a la planta principal, com als dissenys originals de Palladio. Aquesta tendència va perdurar dins l'estil neoclàssic que va succeir posteriorment al pal·ladianisme.

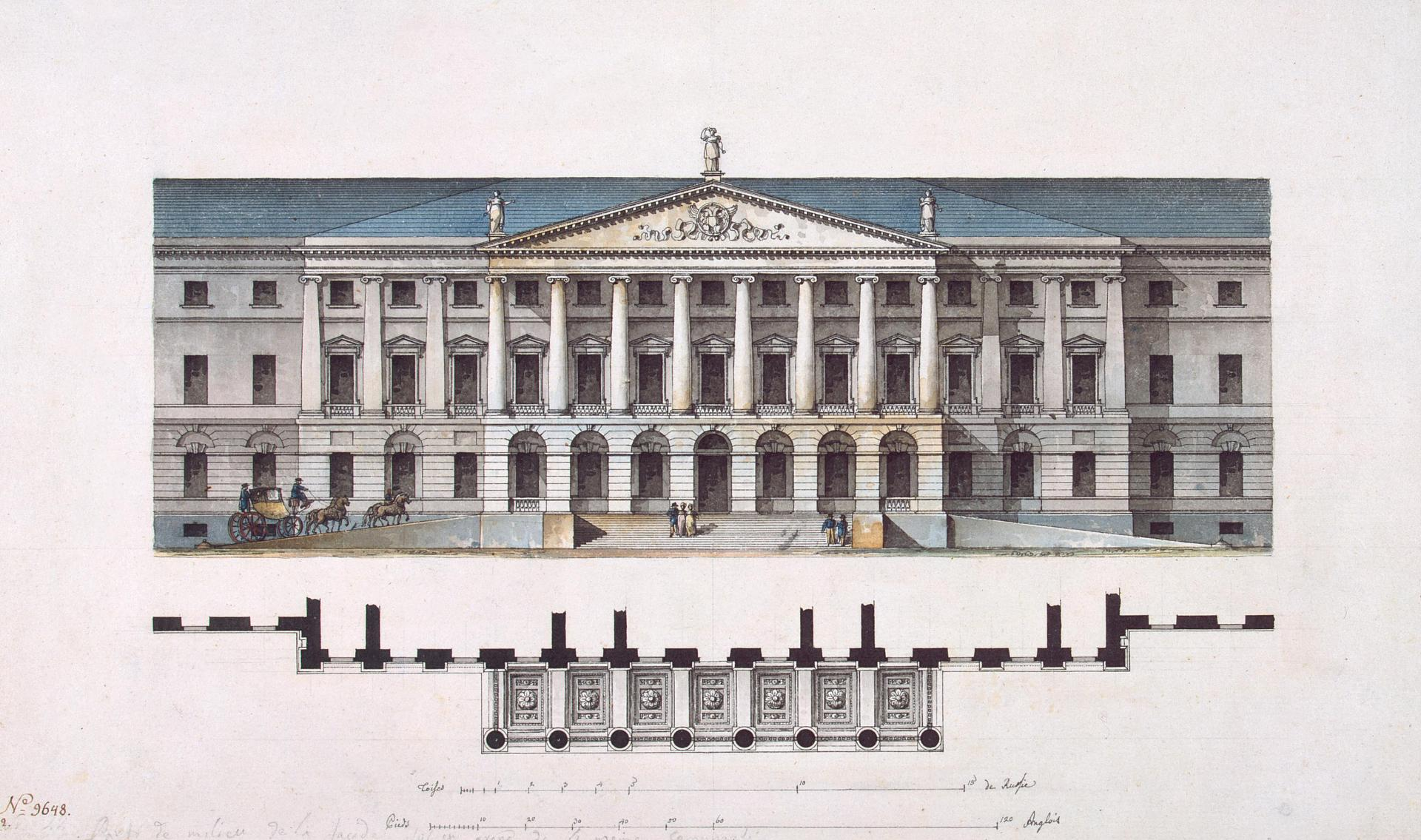
L'arquitecte Giacomo Quarenghi, actiu entre els anys 1780 i 1810, va transformar la ciutat de Sant Petersburg, a Rússia, en un museu neopal·ladianista a l'aire lliure.

## Ocàs del pal·ladianisme
Al voltant de 1770, a Anglaterra, arquitectes com Robert Adam i Sir William Chambers van haver de satisfer una gran demanda i, en aquella època, ja comptaven amb una gran varietat de fonts clàssiques, incloses obres originals gregues, en les quals podien inspirar-se. Així, van començar a construir el que, més que pal·ladianisme, es definiria com a neoclassicisme.
A Europa, la influència pal·ladiana va decaure a finals del segle xviii, sent substituïda pel neoclassicisme, que no representa un trencament brusc amb el pal·ladianisme, ja que ambdós estils beuen de les mateixes fonts clàssiques.
Als Estats Units, l'arquitectura pal·ladiana persistí més temps en part, per l'impuls de Thomas Jefferson per trobar un estil propi per l'incipient país.
El terme «pal·ladianisme» sovint és utilitzat en l'actualitat, encara que de manera incorrecta, per referir-se a un edifici que mostra alguna pretensió clàssica.

## Pal·ladianisme postmodern
Els motius decoratius del pal·ladianisme, i en particular les finestres, es van tornar a posar de moda durant l'arquitectura de l'època postmoderna. L'arquitecte Philip Johnson l'utilitzava sovint en la porta de les finestres; per exemple, en projectes com el de l'edifici que acull l'Escola d'Arquitectura de la Universitat de Houston (1985), l'edifici de 500 Boylston Street, a Boston (1989), o el Museu de la Televisió i Ràdio, a Nova York (1991). Ieoh Ming Pei va utilitzar aquest estil en l'entrada principal de la Torre del Banc de la Xina, a Hong Kong (1985).